# Ambergerhof
Ambergerhof ist ein Gemeindeteil der Stadt Dietfurt an der Altmühl im Landkreis Neumarkt in der Oberpfalz in Bayern.

## Geographische Lage
Die Einöde liegt circa sechs km südöstlich des Gemeindesitzes auf der Hochfläche der südlichen Frankenalb am oberen Rand des linken Talhanges des Altmühlmünsterbaches. Der Hof ist von Zell über den nach Süden führenden Thanner Weg zu erreichen.

## Geschichte
Im Königreich Bayern (ab 1806) erscheint die Einöde als Teil der Ruralgemeinde Altmühlmünster im Landgericht Riedenburg. 1875 ist sie einer von fünf Orten dieser Gemeinde, hat 7 Einwohner und besteht aus 2 Gebäuden; an Großvieh wurden zu dieser Zeit 6 Stück Rindvieh gehalten. An der Bewohnerzahl änderte sich bis heute nur wenig. So erbrachte die Volkszählung am 1. Dezember 1900 die Einwohnerzahl 8 bei einem Wohngebäude. 1912 bewohnten den Hof 9 Personen.
In den frühen 1980er Jahren wurde der Hof in die Stadt Dietfurt a. d. Altmühl eingegliedert und hatte bei der Volkszählung am 25. Mai 1987 7 Einwohner bei weiterhin nur einem Wohngebäude.